# Primo Nebiolo
Primo Nebiolo (Turim, 14 de julho de 1923 — Roma, 7 de novembro de 1999) foi um dirigente esportivo italiano. Se tornou presidente da Federação Internacional do Esporte Universitário (FISU) em 1961 e da Associação Internacional de Federações de Atletismo (IAAF) em 1981. Seus mandatos de presidente terminaram quando ele morreu, em 1999, de infarto agudo do miocárdio.
Foi um dos maiores dirigentes desportivos deste século.— Juan Antonio Samaranch, então presidente do Comité Olímpico Internacional (COI), comentando sobre a morte de Primo Nebiolo.